# Bianca von Montferrat

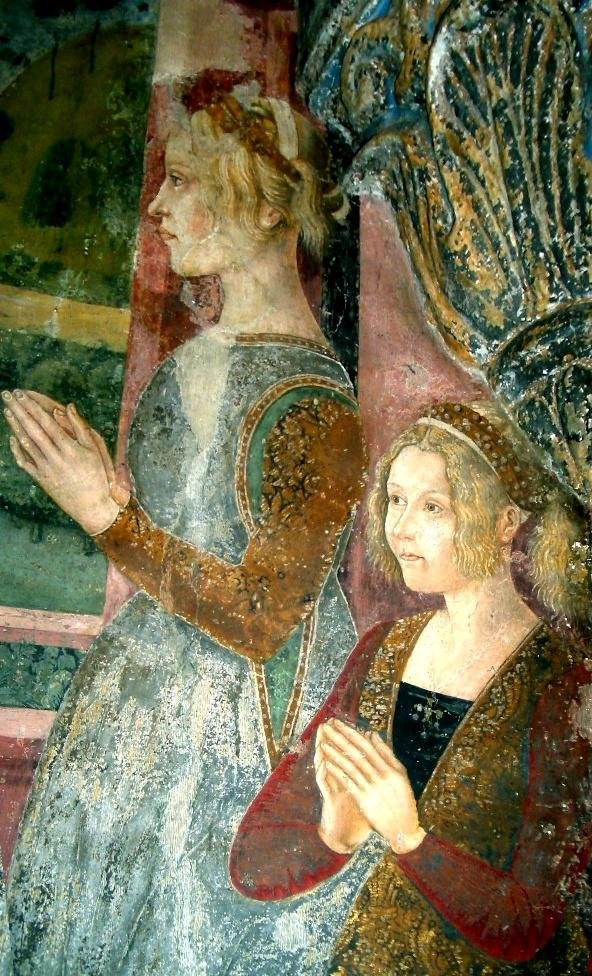
Bianca von Montferrat (links) mit ihrer Schwester Johanna

Bianca von Montferrat (italienisch Bianca di Monferrato; * 1472 in Casale Monferrato; † 30. März 1519 in Turin) war durch Heirat Herzogin von Savoyen und von 1490 bis 1496 für ihren minderjährigen Sohn Regentin des Herzogtums Savoyen.

## Leben

### Familie
Bianca entstammte der Dynastie der Palaiologen und war die Tochter von Wilhelm X., Markgraf von Montferrat, und dessen zweiter Ehefrau Elisabetta Maria Sforza, der Tochter von Francesco Sforza und Bianca Maria Visconti. Mit elf Jahren wurde sie Vollwaise und stand fortan unter der Vormundschaft ihres Onkels Bonifatius III. von Montferrat (1424–1494). Dieser organisierte die Heirat seiner Nichte mit dem vier Jahre älteren Herzog von Savoyen, Karl. Dieser erhoffte sich von dieser Ehe einen Anspruch auf die Markgrafschaft Montferrat, da die Dynastie der Palaiologen kurz vor dem Aussterben stand.

### Ehe
Die Eheschließung fand per procurationem am 1. April 1485 im Schloss von Casale Monferrato statt. Karl wurde hierbei von seinem Kammerherrn Antonio de la Forest vertreten. Vollzogen wurde die Ehe erst einen Monat später, da man in der Zwischenzeit noch auf einen päpstlichen Dispens aufgrund der zu nahen Verwandtschaft der Eheleute warten musste. Der Ehe entstammten zwei Kinder, die 1487 geborene Tochter Yolanda Louise und der 1489 geborene Thronfolger Karl Johann Amadeus.
Am 13. März 1490 starb jedoch Biancas Ehemann Karl mit nur 21 Jahren in Pinerolo, ihr noch nicht einmal zwei Jahre alter Sohn Karl Johann Amadeus wurde somit zum neuen Herzog von Savoyen.

### Regentschaft
Aufgrund des jungen Alters ihres Sohnes wurde Bianca daher Regentin des Herzogtums Savoyen, ein Titel, der ihr von der Versammlung der Generalstaaten, die nach dem Tod ihres Mannes in Pinerolo tagte, verliehen wurde. Sie berief den französischen Bischof von Mondovì, Antoine Champion, an den Hof und ernannte ihn zum Großkanzler des Herzogtums Savoyen, außerdem ernannte sie Sebastiano Ferrero, einen piemontesischen Lehnsmann zum Staatsrat und Generalschatzmeister. Bianca, die erst achtzehn Jahre alt war, als sie Regentin wurde, stand mit ihrem starken und kämpferischen Charakter in Opposition zu ihren Verwandten, insbesondere zu dem ehrgeizigen Onkel ihres Mannes, Philipp von Bresse, der eigene Ansprüche auf die Erbfolge erhob.
Es gelang Bianca, ihr politisches Geschick auch auf internationaler Ebene zu beweisen: Sie war in der Lage, die Unabhängigkeit des Staates zu bewahren und zwischen dem mächtigen Königreich Frankreich und dem kriegerischen Herzogtum Mailand zu verhandeln, um den Frieden im Piemont nach den vorübergehenden Kriegen ihres verstorbenen Mannes mit der Markgrafschaft Saluzzo wiederherzustellen. Dafür musste sie das Gebiet von Saluzzo, das gerade von Karl I. erobert worden war, an den streitbaren Markgrafen Ludwig II., den Ehemann ihrer Schwester Johanna, zurückgeben. Allerdings weigerte sie sich, dem Rat ihres Onkels Ludovico il Moro zu folgen und die Hauptstadt nach Vercelli zu verlegen.
1494 gestattete sie ihrem Cousin Karl VIII. von Frankreich, das Piemont zu durchqueren, um nach Neapel zu gelangen, und empfing ihn triumphal in Turin.

### Letzte Jahre und Tod
Als ihr Sohn Karl II. 1496 mit nur sieben Jahren starb, musste Bianca dem Druck Philipps von Bresse nachgeben, dem es schließlich gelang, Herzog zu werden. Bianca verließ die Politik und zog sich ins Privatleben zurück. Ihre Tochter Yolanda hatte Philipps Sohn Philibert (der 1497 Herzog wurde) im Alter von neun Jahren geheiratet und starb 1499 im Alter von zwölf Jahren. Ihre letzten Lebensjahre verbrachte Bianca im Schloss von Carignano, das ihr gehörte.
Bianca von Montferrat starb am 30. März 1519, nachdem sie im Dezember des Vorjahres schwer erkrankt war, möglicherweise an Tuberkulose. Sie wurde ihrem Willen entsprechend in der Kirche Nostra Signora delle Grazie in Carignano beigesetzt.